# كيلي أولينيك
كيلي أولينيك مواليد 19 أبريل 1991، هو لاعب كرة سلة كندي يلعب مع فريق بوسطن سيلتكس في الرابطة الوطنية لكرة السلة ويحمل الرقم 41. يبلغ طوله 7 قدم 0 بوصة (2.1 م).

## فرق لعب لها
- بوسطن سيلتكس

## روابط خارجية
- كيلي أولينيك على موقع الاتحاد الدولي لكرة السلة (الإنجليزية)
- كيلي أولينيك على موقع إن بي أي (الإنجليزية)
- كيلي أولينيك على موقع سبورتس رفرنس (الإنجليزية)
- كيلي أولينيك على موقع كرة السلة الأوروبية.كوم (الإنجليزية)
- كيلي أولينيك على موقع إي إس بي إن.كوم (الإنجليزية)
- كيلي أولينيك على موقع كلية كرة السلة في سبورتس رفرنس.كوم (الإنجليزية)
- كيلي أولينيك على موقع ريلجم (الإنجليزية)
- كيلي أولينيك على موقع بروبوليرز (الإنجليزية)
- كيلي أولينيك على موقع سبورتس رفرنس (الإنجليزية)